# Ulpian Domicjusz
Gnaeus Domitius Annius Ulpianus (ur. II wiek n.e. w okolicach Tyru, zm. 223 n.e.) – rzymski jurysta i pisarz epoki cesarstwa. Fragmenty oraz wyciągi jego pism stanowią znaczną część kodyfikacji prawa rzymskiego podjętej przez cesarza Justyniana I Wielkiego w VI wieku naszej ery, znanej pod nazwą justyniańskich Digestów.
Był jednym z pięciu wielkich rzymskich autorytetów prawniczych, których pisma zostały zrównane z ustawami na mocy konstytucji raweńskej. Został jednym z głównych doradców młodego cesarza Aleksandra Sewera. Mianowany w 222 r. n.e. na urząd prefekta pretorianów próbował ograniczyć rolę wojskowych w państwie. Rok po objęciu urzędu został zamordowany przez pretorianów, którzy brutalnie sprzeciwili się próbom ograniczenia ich przywilejów.
Kodeks Liebera w art. 42 przytacza myśl Ulpiana: so far as the law of nature is concerned, all men are equal (ang. jeśli chodzi o prawo natury, wszyscy ludzie są równi).
Ulpian występuje jako uosobienie starorzymskiej cnoty i surowości obyczajów, przeciwstawne rozwiązłości cesarza Heliogabala, w dramacie Zygmunta Krasińskiego Irydion.